# Prosemanotus
Prosemanotus is een kevergeslacht uit de familie van de boktorren (Cerambycidae). De wetenschappelijke naam van het geslacht werd voor het eerst geldig gepubliceerd in 1933 door Pic.

## Soorten
Prosemanotus is monotypisch en omvat slechts de volgende soort:
- Prosemanotus elongatus Pic, 1933